# Arbeitshöhe
Arbeitshöhe ist ein Begriff aus der Ergonomie und dem Arbeitsstudium. Sie gibt an, in welcher Höhe zur Arbeitsperson sich die zu beobachtenden oder zu bearbeitenden Arbeitsgegenstände befinden müssen.